# Дніпровська дитяча залізниця
Дніпровська дитяча залізниця — дитяча вузькоколійна залізниця в місті Дніпро в парку Лазаря Глоби навколо ставка. Протяжність залізниці — 1,6 км.
Дніпровська дитяча залізниця є першою дитячою залізницею в Україні та другою в світі після Тбілісі.  Над ставком, естакадою, прокладено центральну алею парку та для пропуску лінії залізниці збудовано два тунелі, які отримали назви — Козацький та Січеславський. Дитяча залізниця обладнана телеграфним радіозв'язком, а станція гучномовцями.
Всього було побудовані 2 станції:
- "Піонерська"(зараз «Паркова») — головна станція, де й розташовується управління залізниці;
- «Комсомольська» (зруйнована під час німецько-радянської війни і так не відновлена по її закінченню).

## Історія
Дитячу залізницю збудовано за підтримки Дніпровського паровозоремонтного заводу. Проєктуванням залізниці займалися діти, остаточний проєкт затвердили комсомольці Дніпровського інституту інженерів транспорту.
6 липня 1936 року закінчено будівництво залізниці, що велося комсомольцями під час суботників.
На Дніпропетровському паровозоремонтному заводі комсомольцями були побудовані паровоз та 6 двовісних вагонів, один з яких досі стоїть на дитячій залізниці як пам'ятник, а інший на території ЛВЧД-1 Придніпровської залізниці. Пізніше залізниця отримала ще один вузькоколійний паровоз.

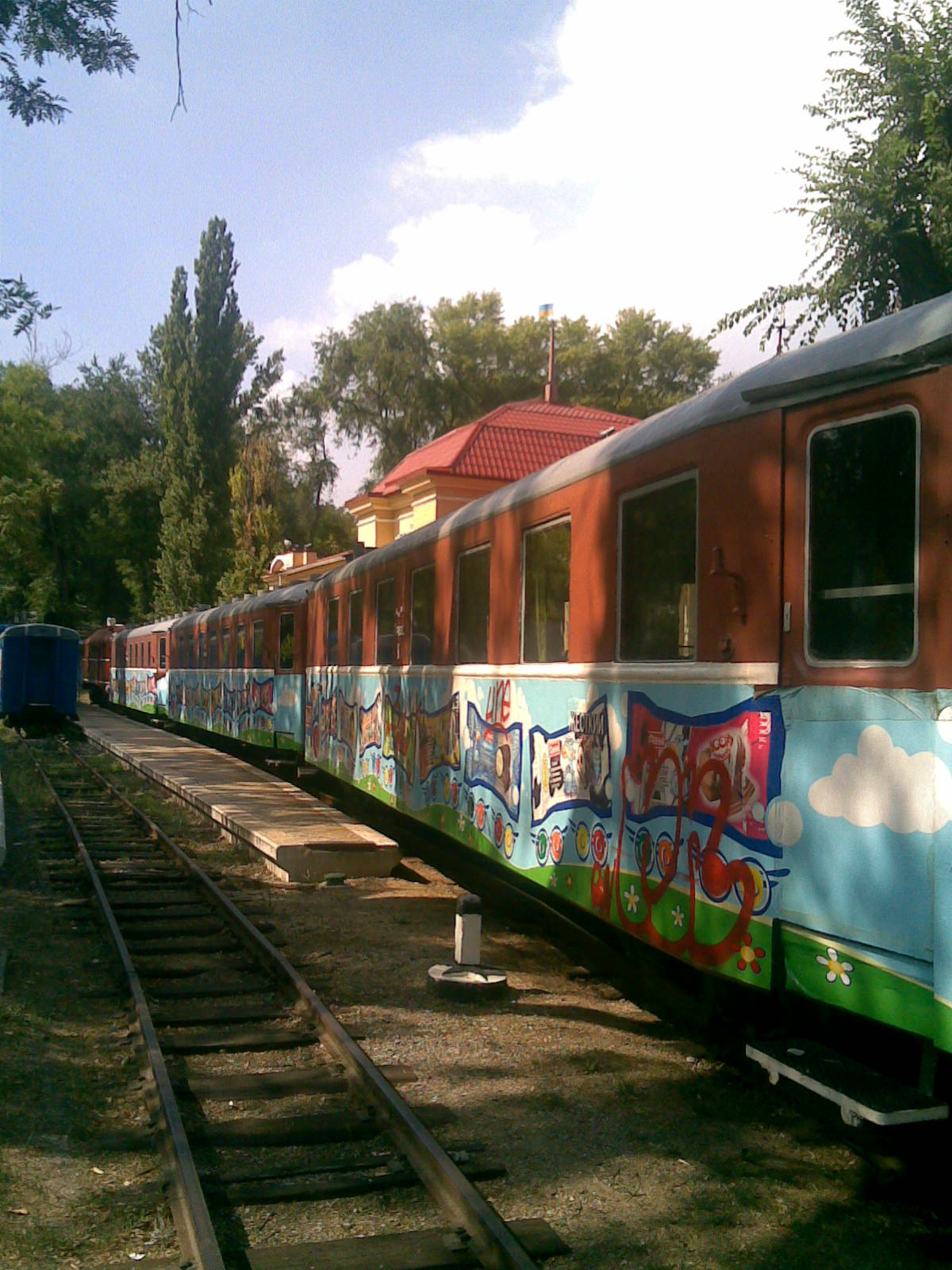
Вагони Дніпровської дитячої залізниці

1941 року, з початком німецько-радянської війни, залізниця припинила роботу, а згодом Дніпропетровськ був окупований німецькими військами. Під час війни залізниця була практично повністю зруйнована — рейки зняті, станції спалені, паровози знищені. Лише вагони вдалося повернути на дитячу залізницю. У 1944 році залізниця була відновлена. Замість втрачених паровозів залізниця отримала паровоз серії 159. Станцію «Комсомольську» після війни не відновили.
1954 року, спеціально для дитячої залізниці, Дніпровський вагоноремонтний завод збудував два напівм'які суцільнометалеві вагони, що вже не експлуатуються на дитячій залізниці. Вагони були обладнані електроосвітленням і центральним опаленням від паровоза. В ті роки залізниця була єдиною дитячою, що не припиняла працювати і взимку. 
1957 року залізницю було повністю переобладнано напівавтоматичним блокуванням, а електрожезлова система не застосовується з 1960 року.

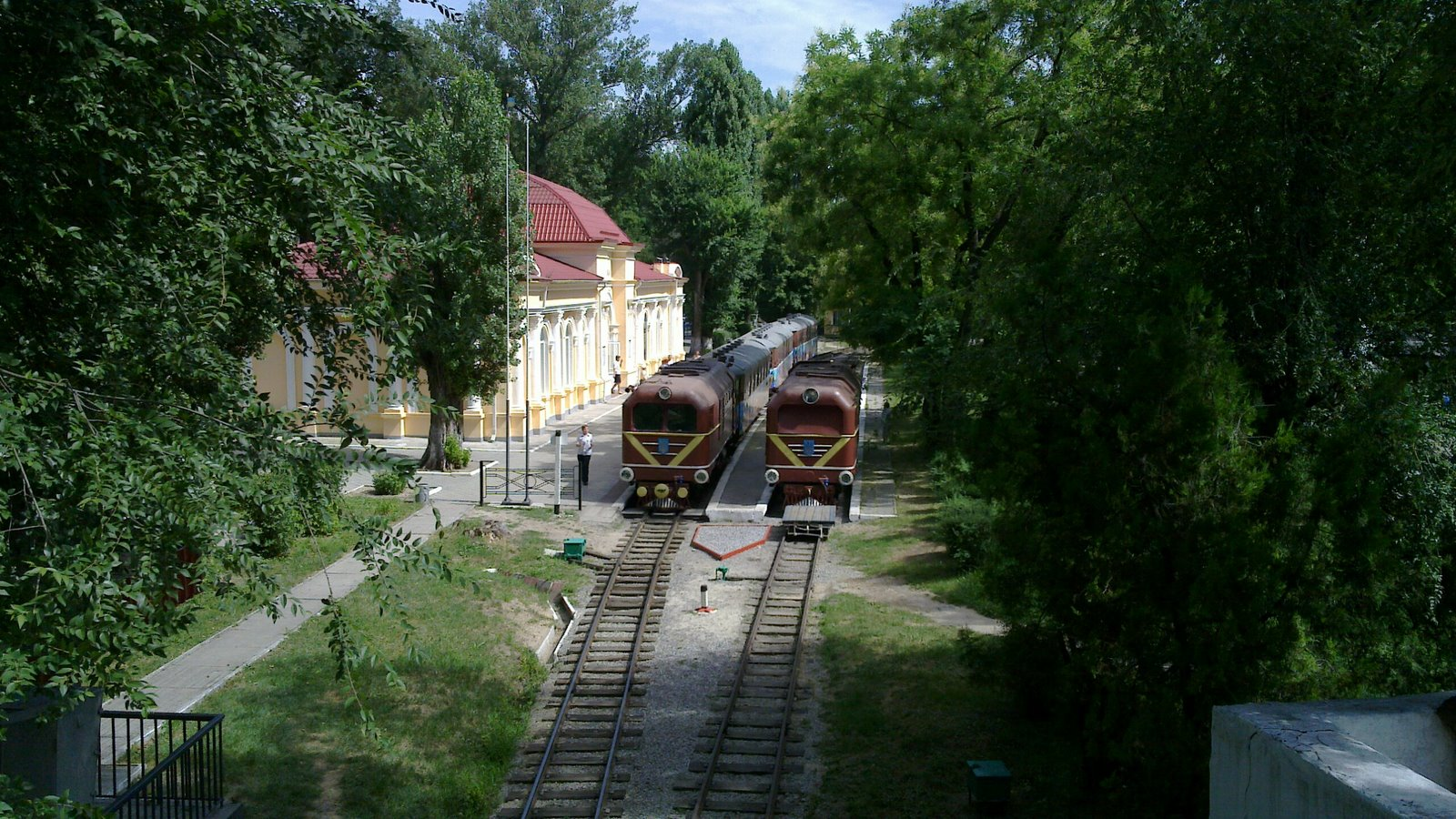
Краєвид на станцію «Паркова»

З 1958 року на залізниці почалася епоха тепловозів — надійшов тепловоз ТУ2-172, а також 3 вагони Pafawag. Оскільки старі вагони мали гвинтове зчеплення, тепловози з одного боку обладнали також гвинтовою стяжкою з двома буферами.
1972 року залізниця отримала ще один тепловоз — ТУ2-134. З цього моменту паровоз і старі вагони почали використовуватися рідше.
Надалі розвиток залізниці застопорився — її планувалося подовжити на всю територію парку до 3—3,5 км, але ці плани так і не були реалізовані, а на початку 1990-х років було розібрано депо, платформу імені Чапаєва. Відтоді поїзд не робить проміжних зупинок. 
1996 року паровоз був переданий на вузькоколійку у Вигоду (Прикарпаття). Зараз [коли?]паротяг експлуатується на Гайворонській вузькоколійці.
2001 року було розроблено проєкт нового депо з великим навчально-культурним комплексом. Цей проєкт не був реалізований, лише капітально відремонтована станція Піонерська.
У березні 2017 року, через фізичну застарілість та відсутність капітального ремонту, вагони Pafawag було знято з експлуатації, а замість них було отримано 3 вагони ПВ-40 від Запорізької дитячої залізниці.

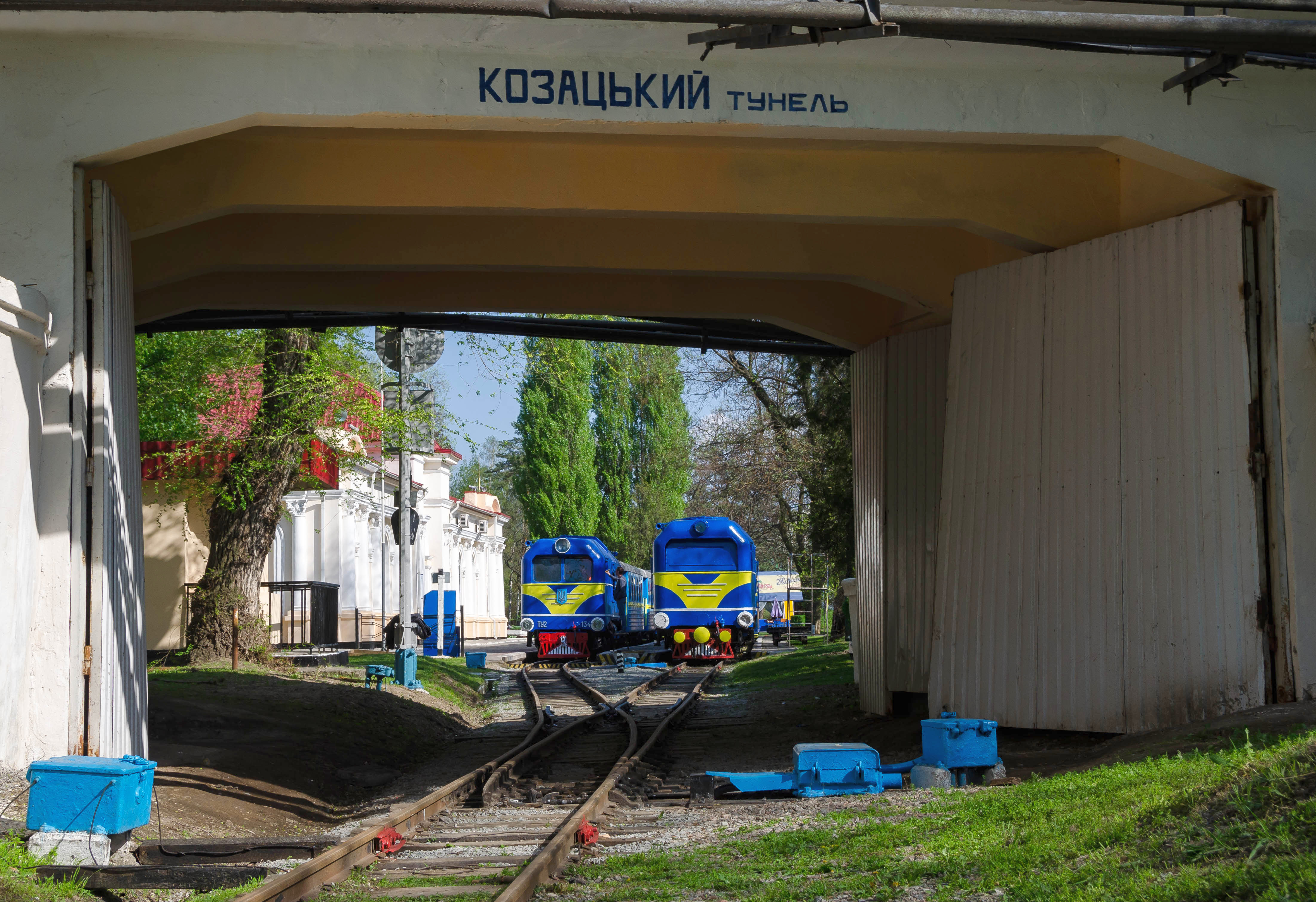
Козацький тунель

У квітні 2018 року кілька об'єктів на території Малої Придніпровської залізниці офіційно змінили назви. Станція «Піонерська» перейменована на «Паркову», адже розташована посеред міського парку імені Лазаря Глоби. Тунель Імені Олександра Пушкіна став Січеславським, а тунель Імені Маяковського — Козацьким. Відповідні зміни внесені до документації Дніпровської дитячої залізниці, Дніпровського територіального управління БМЕС, на балансі якого перебуває будівля станції та Дніпровської дистанції колії, що обслуговує тунелі.
3 червня 2023 року, в парку імені Лазаря Глоби, Дніпровська дитяча залізниця відкрила 87-й сезон руху поїздів. Першому рейсу нового сезону передувало шикування юних залізничників та напутні слова від керівника Придніпровської залізниці Олександра Момота. Дніпровська дитяча залізниця за свою історію лише двічі зупиняла рух поїздів, щоразу через війни — у 1941 та 2022 роках. Юні залізничники після тривалої перерви змогли продовжити теоретичне й практичне навчання, а  представники різних підрозділів Придніпровської залізниці та Укрзалізниці, доклали чимало зусиль, щоб відремонтувати колії, пристрої СЦБ, локомотиви й вагони, будівлю станції «Паркова», впорядкувати прилеглу територію. З нагоди відкриття руху в цей день для численних пасажирів проїзд в поїзді дитячої залізниці був безкоштовний.
5 травня 2024 року стартував літній сезон руху поїздів. Перший рейс традиційно зібрав багато пасажирів — містян та гостей міста Дніпра. Впродовж літнього сезону перевезень обслуговування та роботу дитячої залізниці забезпечували 650 юних залізничників.

## Інфраструктура
Дніпровська дитяча залізниця має одну станцію «Паркова» (2 колії). На станції розташовані навчальні класи, кабінет ДСП, зал очікування, каса. На дитячій залізниці є два тунелі - Січеславській і Козацький, завдовжки 10 і 30 м відповідно.

## Рухомий склад
- 2 тепловози ТУ2-134 і ТУ2-172;
- 3 вагони Pafawag;

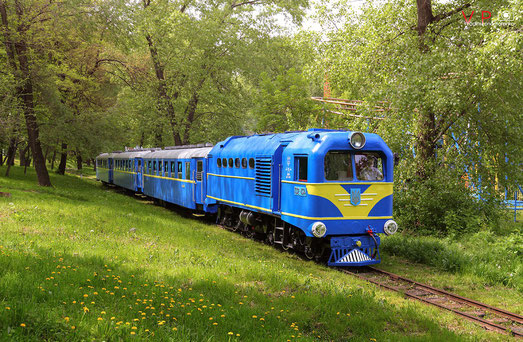
Локомотив ТУ2-134 з вагонами Pafawag (2016)

- 3 вагони ПВ40 виробництва Демихівського заводу .
- 1 двуосний вагон-пам'ятник

## Навчання
На дитячій залізниці працює гурток " Юний залізничник", в якому навчаються понад пів тисячі школярів з міста Дніпра та області. Щорічно, з листопада по квітень, проходять теоретичні заняття на базі дитячої залізниці та в закладах освіти, а з травня по листопад триває навчальна практика.
Дитяча залізниця відкриває сезон руху поїздів у травні та працює до листопада. За цей час юні вихованці встигають закріпити отримані на теоретичних заняттях знання й одержати певний досвід роботи на тій чи іншій посаді. А вже з листопада юні залізничники знову сідають за парти.

## Графік роботи

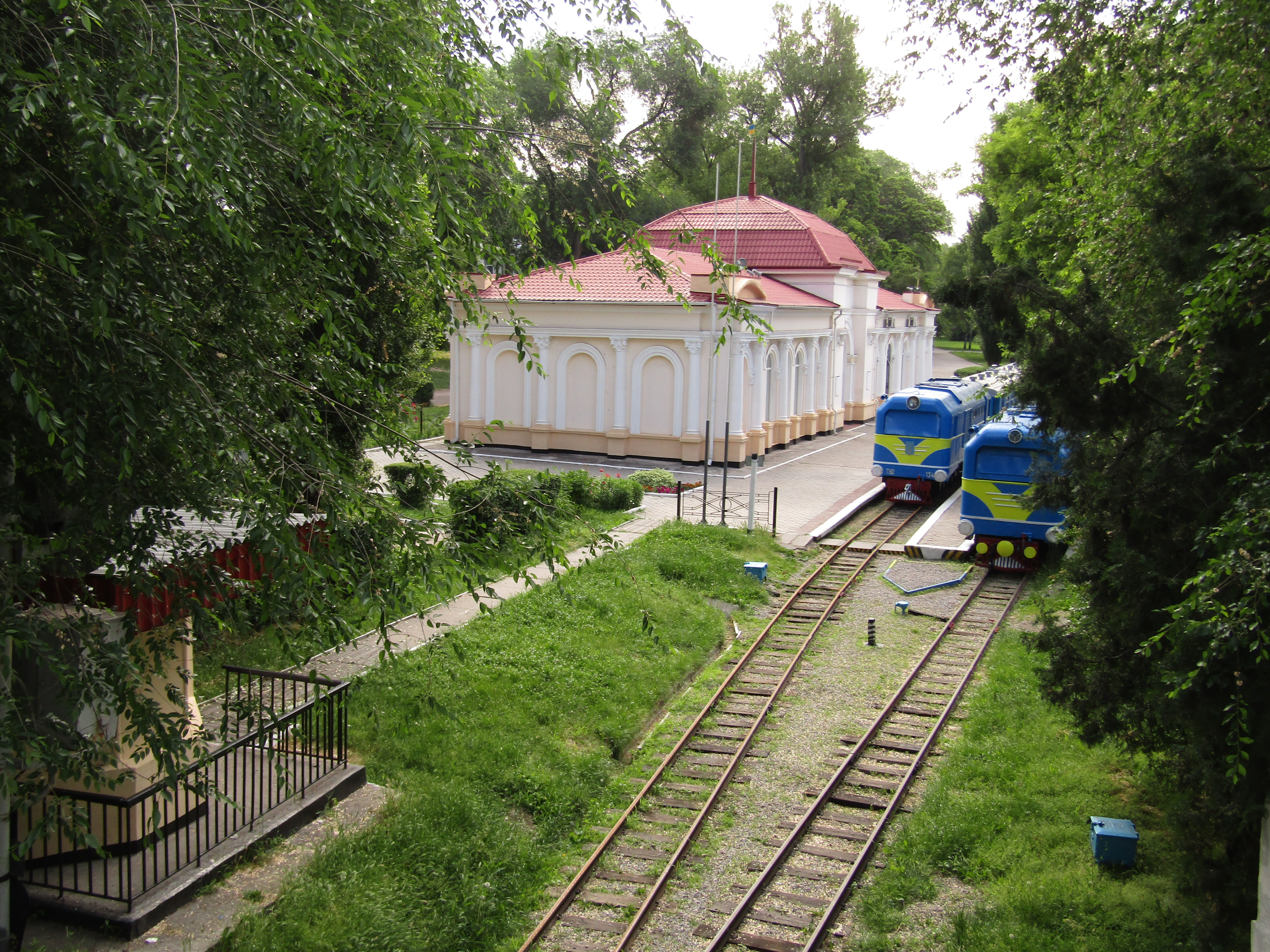
Поїзди на станції «Паркова»

Станом на 2025 рік рух поїздів на дитячій залізниці здійснюється: 
травень, вересень, жовтень — у вихідні дні з 10:20 до 17:40, перерва в роботі 11:40 - 12:20 
червень, липень, серпень — у четвер та п’ятницю з 12:20 до 17:40, у суботу та неділю — з 10:20 до 17:40, перерва в роботі 11:40 - 12:20
1 та 2 листопада - з 10:20 до 17:40, перерва в роботі 11:40 - 12:20.
Вартість проїзду:
- квиток для дитини (від 2 до 10 років) — 57,00 ₴;
- квиток для дорослих  — 82,00 ₴;
- для дітей віком до 2 років — проїзд безоплатно.
- Квитки можна придбати в касі на станції Паркова.